# Albertoni (famiglia)
Gli Albertoni furono una famiglia appartenente al patriziato romano.

## Storia
Probabilmente di origine dell’Italia settentrionale e nota a Roma fin dal secolo VIII, le prime notizie si hanno tuttavia con Matteo e con Pietro Matteo vissuti nel XIV secolo. Tra XV e XVI secolo assunsero i cognomi di Piermattei Albertoni, e Paluzzi Piermattei Albertoni. Con il cognome Piermattei è documentata dal XIII secolo. Ebbero dimora principalmente nel rione Campitelli dove sulle loro precedenti case eressero il palazzo in piazza di Campitelli, anche se rami della famiglia presero dimora in altri rioni della città.

Numerosi membri della famiglia ricoprirono ripetutamente la carica di Conservatore di Roma e Priore dei Caporioni. Agli inizi del XVII secolo Baldassarre Paluzzi Albertoni eresse a sue spese la nuova Chiesa di Santa Maria in Portico in Campitelli. Quali nipoti di papa Clemente X vennero adottati assumendo il cognome Altieri. Il cognome Albertoni continuò ad esistere in altri rami della famiglia alla quale appartenne la Beata Ludovica. 

Ebbero il titolo di marchese di Rasina poi elevato a principato da Clemente X. 

Nel rione Campitelli ebbero il palazzo loro dimora e il palazzo su Piazza d'Aracoeli poi venduto a Mario Fani. Fuori Roma furono proprietari di diversi immobili come i casali e tenute di Fiorano, dello Statuario, di Torre Angela, la tenuta della Magliana. Fuori porta Appia ebbero i casali uniti di Torremaggiore, Cianfaldina, Solfaratella e Torre Tignosa .
La famiglia ebbe diversi ecclesiastici tra cui il cardinale Paluzzo Paluzzi Altieri degli Albertoni

## Blasone
D’oro a tre caprioli di rosso; col capo del primo sostenuto di azzurro e caricato di un leone illeopardito del secondo.